# Campylomyza robusta
Campylomyza robusta är en tvåvingeart som beskrevs av Marshall 1896. Campylomyza robusta ingår i släktet Campylomyza och familjen gallmyggor. Inga underarter finns listade i Catalogue of Life.